# Shani Shingnapur
Shani Shingnapur ou Shani Shinganapur ou Shingnapur é uma vila no estado de Maharashtra, na Índia. Situada em Nevasa taluka, no distrito de Ahmednagar, a vila é conhecida por seu popular templo de Shani, o deus hindu associado ao planeta Saturno (graha). Shingnapur fica a 35 km da cidade de Ahmednagar.

## Detalhes
Shingnapur também é famosa pelo fato de que nenhuma casa na vila tem portas, apenas batentes. Apesar disso, oficialmente nenhum roubo foi relatado na aldeia, embora houvesse relatos de roubo em 2010 e 2011.
Acredita-se que o templo seja um "jagrut devasthan" (lit. "templo vivo"), o que significa que uma divindade ainda reside no ícone do templo. Os aldeões acreditam que o deus Shani pune qualquer tentativa de roubo. A divindade aqui é "Swayambhu" ( sânscrito: divindade auto-evoluída) que emergiu da terra em forma de pedra negra e imponente. Embora ninguém saiba o período exato, acredita-se que a estátua de Swayambhu Shanaishwara tenha sido encontrada por pastores do então vilarejo local. Acredita-se que exista pelo menos desde o início de Cáli Iuga, período místido hindu, que iniciou em 23 de janeiro de 3102 a.C. no calendário gregoriano, considerada a data em que Krishna deixou a Terra para retornar a Goloka Vrindavana, sua morada espiritual.
A vila tem uma agência dos correios e uma escola secundária conhecida como Shri Shanishwar Vidya Mandir, além das escolas primárias administradas pelo Zilla Parishad. A principal fonte de abastecimento de água na aldeia são os poços.

## Importância histórica
Por questões religiosas, não há portas nas casas, lojas e templos. Devido ao medo do Senhor Shani, nenhuma estrutura (casas, cabanas, lojas etc.) situada em um raio de 1km do templo do Senhor Shani tem portas nem fechaduras. O primeiro roubo registrado aconteceu em 2010 e não houve outro registro em 2011. Este Shani Shingnapur é visitado diariamente por milhares de devotos que rezam para o Senhor Shaneswara. O lugar é mais movimentado aos sábados. Shani Thrayodashi é considerado o dia favorito do senhor. Da mesma forma, o sábado que cai em 'Amavasya' (dia de lua nova em sânscrito e em muitas outras línguas indianas) é considerado o dia favorito do Senhor Shanaishwara e, nesses dias, os devotos que buscam suas bênçãos lotam este templo aos milhares. Nos muitos anos de história da aldeia, não houve um único incidente de roubo, tumultos, assassinato ou estupro.

## Santuário de Shani
O santuário para Shani consiste em uma rocha negra de 1.5m de altura, instalada em uma plataforma ao ar livre, que simboliza o deus Shani. Um Trishula (tridente) é colocado ao lado da imagem e uma imagem Nandi (touro) está no lado sul. Na frente estão as pequenas imagens de Shiva e Hanuman.
Geralmente, o templo recebe de 30.000 a 45.000 visitantes por dia, o que aumenta para 300.000 em amavasya (o dia sem lua), considerado o dia mais auspicioso para apaziguar Shani. A vila realiza uma feira em homenagem à divindade neste dia. Um festival maior é realizado nos dias de lua nova que caem aos sábados. Os devotos banham a imagem do Senhor Shani com água e óleo e oferecem flores e udi para ele. Uma procissão de palanquim de Shani é realizada no dia da feira. Outros festivais incluem o aniversário de Shani, Shani Jayanti.
O santuário ganhou popularidade com o filme Surya Putra Shanidev (1997), feito pelo produtor de cinema Gulshan Kumar.

## Entrada de mulheres
De acordo com uma tradição de 400 anos, as mulheres são proibidas de entrar no santuário interno. Em 26 de janeiro de 2016, um grupo de mais de 500 mulheres, liderado pela ativista Trupti Desai, marchou até o templo sob o comando do grupo "Bhumata Ranragani Brigade", exigindo a entrada no santuário interno. Elas foram paradas pela polícia.
Em um julgamento histórico, em 30 de março de 2016, o Tribunal Superior de Bombaim pediu ao governo de Maharashtra que garantisse que as mulheres não fossem impedidas de entrar em nenhum templo. Em 8 de abril de 2016, o fundo Shani Shingnapur finalmente permitiu que as devotas entrassem no santuário.

## Banco UCO
Em janeiro de 2011, o United Commercial Bank (UCO) abriu uma agência 'sem fechadura' no vilarejo, a primeira desse tipo no país, observando a taxa de criminalidade quase zero na região. Foi relatado que a polícia local estava descontente com este desenvolvimento e que equivalia a uma violação das condições, porque o governo central da Índia tornou obrigatório que todos os bancos tivessem alta segurança. O banco tem portas, mas elas permanecerão sempre abertas. No entanto, foi relatado pelo legislador local e pelos funcionários do banco que as devidas precauções estavam sendo tomadas para a segurança de armários e documentos importantes.
O caminho para a vila de Shingnapur é coberto por plantações de cana-de-açúcar e a população local usa touros para extrair o suco da cana, em vez de máquinas e esse tipo de centro de extração de suco é conhecido como Rasavanti.